# Velaines

Velaines este o comună în departamentul Meuse din nord-estul Franței. În 2010 avea o populație de 923 de locuitori.

## Evoluția populației
| An        | 1975 | 1982  | 1990  | 1999 | 2006 | 2010 |
| --------- | ---- | ----- | ----- | ---- | ---- | ---- |
| Populație | 976  | 1.135 | 1.140 | 979  | 944  | 923  |